# Societat Esportiva Sueca
La Societat Esportiva Sueca és un club de futbol de la ciutat de Sueca, (la Ribera Baixa, País Valencià). Va ser fundat el 1935. El seu estadi és el Camp de l'Infantil. Actualment juga al grup VI de la Tercera divisió. Són coneguts amb el sobrenom d'Arrossers

## Història
- 31 temporades en Tercera divisió

Últimes temporades:
- 2005/2006: - Regional Preferent - 1r - Ascens
- 2006/2007: - Tercera Divisió